# 细稈湖瓜草
细秆湖瓜草（学名：Cyperus persquarrosus）为莎草科莎草属下的一个种。